# John Baber (cầu thủ bóng đá)
John Michael Baber (sinh ngày 10 tháng 10 năm 1947) là một cầu thủ bóng đá người Anh. Ông thi đấu chuyên nghiệp cho Charlton Athletic và Southend United từ 1965 đến 1971, có tổng cộng 71 lần ra sân tại Football League.